# Ada den Haan
Adelaïde Henriette Ada den Haan (Eindhoven, 14 de mayo de 1941-Uden, 17 de marzo de 2023) fue una nadadora neerlandesa, especializada en pruebas de estilo braza. Fue campeona de Europa en 200 metros espalda en el año 1958.

## Palmarés internacional
| Campeonato Europeo de Natación | Campeonato Europeo de Natación | Campeonato Europeo de Natación | Campeonato Europeo de Natación |
| Año                            | Lugar                          | Medalla                        | Prueba                         |
| ------------------------------ | ------------------------------ | ------------------------------ | ------------------------------ |
| 1958                           | Budapest (Hungría)             | Medalla de oro                 | 200 m braza                    |
| 1958                           | Budapest (Hungría)             | Medalla de oro                 | 4 × 100 m libre                |
| 1958                           | Budapest (Hungría)             | Medalla de oro                 | 4 × 100 m estilos              |